# Акра (Крим)

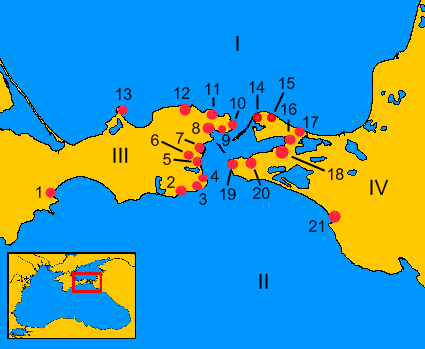
Акра (№ 4) та інші міста Боспорського царства:
1) Феодосія;
2) Кімерик;
3) Китей (Кит);
5) Німфей;
6) Ілуратон;
7) Тірітака;
8) Пантікапей;
9) Мірмекій;
10) Партеніон;
11) Портміон;
12) Зеноновий Херсонес;
13) Геракліон;
14) Ахіліон;
15) Кімерис;
16) Кепи;
17) Тірамби;
18) Фанагорія;
19) Коркондама;
20) Гермонаса;
21) Горгіппія.
I) Меотида (Азовське море); II) Понт Евксинський (Чорне море); III) Керченський півострів (Крим); IV) Таманський півострів

Акра — невелике античне портове місто. Розташоване в найпівденнішій точці Керченської протоки, у підніжжі мису Такіль поблизу сучасного с. Набережне Ленінського району Автономної Республіки Крим. Засноване наприкінці 6 ст. до н. е. і проіснувало до 4 ст. н. е., коли внаслідок опускання берега поселення було затоплене. В наші дні оборонні стіни і вежі Акри, або «Кримської Атлантиди», можна розгледіти на шельфі під водами Керченської протоки за декілька десятків метрів від узбережжя на глибині 4 метрів.

## Згадки у писемних джерелах
Завдяки тому, що Акра мала вигідне географічне положення на півдні Європейського узбережжя Керченської протоки (Боспору Кімерійського), це поселення, неодноразово згадується в працях грецьких і римських авторів. Проте, ці писемні відомості містять дуже стислу інформацію про місто. Наприклад, в праці «Географія» Страбон згадує Акру в контексті опису Боспору Кімерійського.
Страбон. «Географія":

Неподалік знаходиться поселення Патраей, від якого 130 стадій до поселення Корокондами. Поселення є кінцем так званого кімерійського Боспору. Так називається вузька протока біля входу в Меотиду; вона тягнеться від тіснин між Ахіллеєм і Мімеркієм впритул до Корокондами і маленького поселення під назвою Акра, що лежить навпроти області іантікапейців; Акра відділена від Корокондами протокою в 70 стадій шириною. Бо лід простягається також до сих пір, [тобто до вузької протоки] коли під час морозів Меотида замерзає і по льоду можна ходити пішки. Повсюди у цій вузькій протоці є зручні гавані.
— XI, 2, 8
Крім Страбона, Акра згадувалась Птолемеєм, Стефаном Візантійським, та в периплі Понта Евксинського невідомого автора. Усі вони, як і Страбон, лише констатують географічне положення поселення.
Стародавні автори у своїх працях згадують про Акру як про місто (Пліній Старший, Птолемей, Стефан Візантійський), селище (Страбон) або навіть село (Псевдо-Аріан).

## Пошуки міста
Про Акру в контексті пошуків з'являються перші відомості у 18 столітті, двічі оголошувалось про відкриття міста. Знайдені на початку 19 століття руїни виявились, завдяки випадковій знахідці риболовів кам'яної плити з назвою міста в 1918, боспорським містом Китей. Відкриті пізніше руїни ще одного міста, у свою чергу, виявились Зефіріоном, містом яке згадував Пліній Старший. Під час пошуків Акри було відкрито два інші стародавні поселення — Китей і Зефіріон.
Саму Акру було випадково відкрито А. В. Куликовим і його учнями, які на початку 1980 знайшли там 150 боспорських монет 4 століття, а своїми відкриттями разом із вичерпною схемою місцевості знахідки вони поділились із керченськими археологами. Професійні розкопки розпочались у 1982 році.

## Археологічні дослідження
Незвичне географічне положення та топографія міста (відсутність верхньої частини) пояснює труднощі з якими зіткнулися його дослідники. Так, в 1820 першовідкривач Поль Дюбрюкс віднайшов руїни давньогрецького міста Китей помилково ототожнивши його з Акрою. Несправжня назва закріпилась за містом аж до 1918, коли на березі моря в розщелині скелі рибалками був виявлений мармуровий годинник і храмовий кам'яний стіл з написом. Ця знахідка повернула місту його назву — Китей.
Справжнє місто Акра було віднайдено лише наприкінці 70-х років 20 століття, а перші розкопки розпочались на початку 80-х. До цього часу більшість давньогрецьких поселень Північного Причорномор'я уже було локалізовано.
Акра знаходиться на відстані близько 40 кілометрів від Пантікапею (Керчі), поряд із ще одним давньогрецьким поселенням — Китей. Тому не випадково, перше дослідження в 1976 році провели дослідники городища Китей Е. А. Молєв и Н. В. Молєва. На приморській терасі були знайдені антропоморфні стели і амфорне клеймо. На початку 1980-х на піщаній косі між озером Яниш і морем А. В. Куликовим поблизу наукової бази Азовсько-Чорноморського науково-дослідницького інституту рибного господарства і океанографії було знайдено більше сотні античних монет, залишки амфор та інших античних предметів. Ці знахідки стали приводом для подальших досліджень. Літом 1982 під керівництвом В. Н. Холодкова, співробітника Керченського музею були проведені перші розкопки, як на пересипі, так і на горбі південніше від озера, під час яких були відкриті культурні нашарування античної епохи.
У 1983 групою молодих хлопців із юнацького військово-спортивного морського клубу «Ельтіген» під керівництвом досвідченого аквалангіста А. Н. Шамрая, було зроблено іще декілька відкриттів. Вони виявили сліди культурного шару за 200 м від узбережжя. Вироби із кераміки, обтесані блоки із вапняку і залишки будівель із каменю свідчили, що під водою обширне городище епохи античності. А. Н. Шамраєм було виявив сенсаційну знахідку — квадратний колодязь на морському дні. Ця унікальна знахідка була на триметровій глибині за 140 метрів від берега. Колодязь був зроблений з каменю із застосуванням дерев'яних деталей, які добре збереглись. Також, близько кілометра на південь від городища було знайдено близько 40 античних якорів. В 1983—1985 К. К. Шилік, співробітник Ленінградського відділення Інституту археології АН СРСР також розпочав підводні дослідження цього району і встановив, що стародавнє місто лежить на глибині до 4 метрів, а на схід від нього, на глибині 7 м знаходилась гавань. Під час підводних розвідок були знайдені оборонні стіни, дві вежі. В заповненні колодязя було знайдено сім амфор Гераклеї Понтійської 4 ст. до н. е., фрагменти чорнолакового посуду, уламок свинцевого якірного штока, дерев'яні деталі.

## Планування поселення
На відміну від більшості давньогрецьких міст Північного Причорномор'я, які складаються з двох частин — Верхньої і Нижньої, Акра не мала Верхньої частини і тому була майже повністю затоплена та зруйнована водами Керченської протоки. Лише невелика частина античного шару знаходиться на сучасному узбережжі. Загальна площа пам'ятки становить майже 6 га. Таку площу місто займало на етапі розквіту Боспорської держави. Частина міста була укріплена та обнесена оборонним муром (завдовжки 200 м і шириною 2.6 м) із вапняку з вежами. Більша частина залишків укріплень знаходяться під водою.
Затоплення Акри відбувалось повільно. Про це свідчать насипи та кам'яна гряда на схід від міста, що служила захистом від наступу моря. Зрештою, людям довелось переселятись у вищу частину міста, а згодом — покинути його.
Координати — 45.13328, 36.42413